# Blackie et Kanuto : Une aventure à décrocher la lune
Pour plus de détails, voir Fiche technique et Distribution.
Blackie et Kanuto : Une aventure à décrocher la lune est un long métrage d'animation français réalisé par Francis Nielsen, sorti en France le 17 avril 2013. C'est un dessin animé en images de synthèse utilisant également la technique du cinéma en relief.

## Synopsis
Blackie, est la seule brebis noire d’une portée de brebis blanches. Elle affirme sa différence et sème la panique à la ferme. Kanuto est un jeune chien de berger qui apprend comme il peut son métier de gardien de troupeau. Tout ne va pas trop mal, jusqu'au jour où Blackie découvre que les hommes ont marché sur la Lune. C'est le début d'une folle aventure ou Blackie et Kanuto vont devoir affronter un loup créateur de mode, des araignées couturières voire un chien idiot et un trio de chiens spationautes.

## Fiche technique
- Titre original :  Blackie et Kanuto : Une aventure à décrocher la lune
- Réalisation : Francis Nielsen
- Scénario : Angel E. Pariente
- Musique : Xavier Berthelot
- Décors : François Moret
- Direction de production : Lucie Bolze, Nicolas Trout
- Producteur : Eduardo Barinaga, Kamerlo Vivanco, Fabio Massimo Cacciatori, Davide Tromba, Léon Pérahia
- Sociétés de production : Art’mell, Baleuko, Lumiq, Araneo, France 3 Cinéma
- Date de sortie : 17 avril 2013
- Visa d'exploitation : 125.224
- Sociétés de distribution : Zootrope Films

## Distribution
- Nancy Philippot  : Blackie
- Pablo Hertsens : Kanuto
- Franck Dacquin :Karl Wolf